# Il bufalo della notte
Il bufalo della notte (El búfalo de la noche) è un film del 2007 diretto da Jorge Hernandez Aldana e tratto dall'omonimo romanzo di Guillermo Arriaga.